# ماكس كلايتون
ماكس كلايتون (بالإنجليزية: Max Clayton)‏ (9 أغسطس 1994 في المملكة المتحدة - ) هو لاعب كرة قدم بريطاني في مركز الهجوم. شارك مع منتخب إنجلترا تحت 16 سنة لكرة القدم ومنتخب إنجلترا تحت 17 سنة لكرة القدم ومنتخب إنجلترا تحت 18 سنة لكرة القدم ومنتخب إنجلترا تحت 19 سنة لكرة القدم. أما مع النوادي، فقد لعب مع بولتون واندررز ونادي كرو ألكساندرا.

## وصلات خارجية
- ماكس كلايتون على موقع قاعدة بيانات كرة القدم.إي يو (الإنجليزية)
- ماكس كلايتون على موقع Soccerbase.com (لاعب) (الإنجليزية)
- ماكس كلايتون على موقع Soccerway.com (الإنجليزية)